# Рабочая сила
Рабо́чая си́ла (англ. Labour power, нем. Arbeitskraft) в марксистской политической экономии — способность человека к труду, совокупность физических и духовных способностей, которые человек использует в своей деятельности. Карл Маркс считал, что наёмные рабочие продают не труд, а именно рабочую силу, которая является специфичным товаром.
Рабочая сила в статистике (англ. Labor force) — количество людей, готовых работать по найму (трудовые ресурсы). В разных странах этот показатель считается по-разному. Обычно он включает число работающих с прибавлением зарегистрированных безработных. Существуют возрастные и другие ограничения. Например, американская статистика не учитывает людей моложе 16 лет. Есть и определённые вопросы методологии — например, считать ли в данном показателе только по найму работающих или включать в него «самозанятое» население (предприниматели, фермеры, художники и подобная категория работающих часто учитывается в составе другого показателя — «экономически активное население»).
Рабочая сила в популярной литературе и публицистике — рабочие. Наиболее часто подразумеваются рабочие физического труда, выполняющие работы низкой квалификации. Иногда под рабочей силой понимают работников какого-либо предприятия, за исключением административного персонала. Обычно не делается различий между добровольным наймом на работу и принудительным трудом. Пример такого использования: «Целями оккупационного режима были уничтожение СССР как государства и превращение его территории в аграрно-сырьевой придаток и источник дешёвой рабочей силы для Германии и её союзников».

## Рабочая сила в марксизме
Карл Маркс впервые использовал термин «рабочая сила» в своей работе «Капитал» (1867):

Под рабочей силой, или способностью к труду, мы понимаем совокупность физических и духовных способностей, которыми обладает организм, живая личность человека, и которые пускаются им в ход всякий раз, когда он производит какие-либо потребительные стоимости.
— Карл Маркс, «Капитал», I том, гл. 4
В Критике Готской программы Маркс отметил рабочую силу как природный фактор, одну из «сил природы».
Маркс в «Капитале» утверждал следующее:
- Носитель рабочей силы является её собственником и свободен ею распоряжаться. Первоначально все созданные предметы принадлежали тому, чей труд их сделал. Производители обменивались готовыми товарами, в которых заключён их собственный труд. Но с развитием и усложнением производства ремесленник проигрывает конкурентную борьбу мануфактуре и фабрике. Место нескольких ремесленников занимает одна мануфактура с множеством наёмных рабочих, у которых больше нет средств производства для самостоятельного хозяйствования, и они вынуждены продавать единственный принадлежащий им товар — свою рабочую силу. В условиях капиталистического способа производства работа по найму является массовой, а рабочая сила становится специфическим товаром.
- Стоимость рабочей силы определяется затратами на поддержание жизни и должного уровня работоспособности рабочего, на его достаточное образование, обучение и воспроизводство (содержание семьи). Эти затраты значительно зависят от уровня экономического развития страны, природно-климатических условий, интенсивности и сложности труда, занятости женщин и детей. Стоимость рабочей силы проявляется в виде заработной платы, на которую дополнительно оказывают влияние ситуация в экономике и на рынке труда. В период экономического подъёма и повышенной занятости зарплата может существенно превышать стоимость рабочей силы, что позволяет рабочим существенно улучшить своё материальное положение. В период спада зарплата может спускаться ниже стоимости рабочей силы, что резко ухудшает положение рабочих и вынуждает расходовать ранее сделанные накопления.
- Ценностью (полезностью) рабочей силы как товара является способность рабочего в процессе труда (использования капиталистом купленной рабочей силы, её производственного «потребления») создавать новую стоимость, которая обычно превышает размер полученной работником заработной платы. Такое превышение Маркс назвал прибавочной стоимостью и показал, что именно прибавочная стоимость является источником формирования всех видов доходов на капитал — прибыли, ренты, процентов.
- Рабочая сила не всегда является товаром. Она может не принадлежать человеку и забираться без эквивалентного обмена (например, у раба или крепостного). Человек может не обладать юридической свободой для экономических сделок (заключённый, ребёнок). При наличии некоторого имущества и навыков (умений) человек может не продавать свою способность к труду, не делать её товаром, а самостоятельно её использовать — создавать что-то и продавать уже результаты труда (ремесленник, художник, крестьянин, фермер).

### Причины появления понятия «рабочая сила»
Адам Смит рассуждал о причинах богатства народов и пришёл к выводу, что основой всякого богатства является труд. Смит предположил, что стоимость товаров по своей сути показывает, на какое количество некоего абстрактного стандартного труда можно обменять эти товары. Давид Рикардо развивал эту концепцию и пришёл к выводу, что труд и есть мера стоимости. То есть стоимость показывает, сколько в среднем труда затрачивается на производство, хранение и сбыт данного товара. Ведь если затраты труда будут меньше, тогда и в обмен справедливо будет предложить меньше труда. Рикардо рассматривал стоимость как объективную категорию, считая, что её можно измерять как физическую величину в часах рабочего времени. Но здесь обнаружилось противоречие, которого нет в системах субъективной стоимости (например, в австрийской школе и любом другом варианте маржинализма). Рикардо считал, что в идеальной экономике стоимости обмениваемых товаров равны, а согласно ранее сделанным выводам они равны труду, который затрачен во всех формах на их производство. В реальных ситуациях это может быть не так, но даже сильные перекосы в ходе обмена не меняют общую стоимость товаров в экономической системе, а значит при любом количестве обменов общая стоимость товаров останется неизменной. Таким образом обмен может принести особую выгоду отдельному торговцу за счёт убытков другой стороны, но в макроэкономическом масштабе любое число обменов не может становиться причиной глобального получения прибыли, увеличения национального богатства. Получается, что прибыль на систематической основе возникает в результате процесса производства. При этом на каждом этапе производства все его элементы (сырьё, оборудование, труд), как и любые другие товары, обмениваются на равные им стоимости, то есть на равное рабочее время. Но тогда получается, что общая стоимость результата производства должна быть в среднем равна суммарной стоимости, потраченной в данном производственном цикле (должна быть равна авансированному капиталу) и прибыли в масштабах всей экономики не должно возникать или она должна быть в рамках статистической погрешности. Но на практике суммарное национальное богатство постоянно увеличивается. Получалось, что в реальном мире рабочие по какой-то непонятной причине в обмен на 1 час живого труда на производстве регулярно получают заработную плату, за которую можно купить товаров, изготовленных меньше чем за 1 час труда. Рикардо видел это явное противоречие между количеством овеществлённого в товарах труда, обмениваемого на непосредственное рабочее время (живой труд), но не смог объяснить в рамках экономической теории причину такой аномалии обмена, почему конкуренция и перелив капитала всегда стремятся к уравниванию обмениваемых стоимостей (затрат рабочего времени), но только не в случае обмена на живой труд.
Разделение понятий «труд» и «рабочая сила» позволило Марксу найти решение проблемы. Маркс констатировал, что труд (рабочее время) является источником стоимости, которая является кристаллизованной в товаре массой труда и был убеждён, что сам труд как процесс стоимости иметь не может.

## Критика марксистского подхода
Большинство немарксистских экономических теорий считают рабочую силу лишь бессмысленной выдумкой Маркса, что наёмный рабочий продаёт непосредственно труд, уровень оплаты которого (заработная плата) формируется предельной полезностью труда как фактора производства. Доходы на капитал при этом объясняются либо его особыми свойствами, либо платой за редкостность предпринимательского таланта.